# Косма Верхотурский

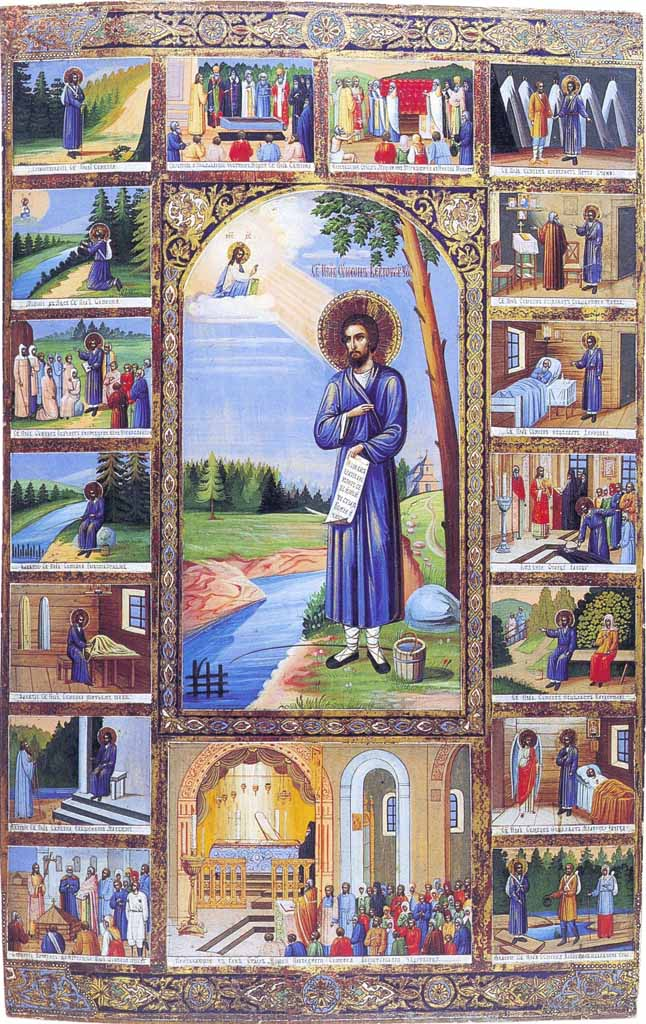
Икона «Симеон Верхотурский с житием»

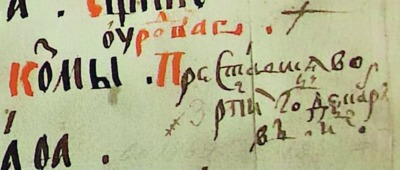
Фрагмент синодика-помянника протопопа Иоанна Михайлова с датой преставления святого.

Косма́ Верхотурский (1652, Верхотурье, Тобольский разряд — 8 [18] декабря 1679, Верхотурье, Тобольский разряд) — Христа ради юродивый, святой Русской православной церкви.
Память совершается:
- 8 (21) декабря в день преставления
- 10 (23) июня в день Собора Сибирских святых
- 29 января (11 февраля) в день Собора Екатеринбургских святых
- 1 (14) июля в день святых бессребреников Космы и Дамиана Римских, в честь которых была освящена часовня над гробницей блаженного Космы

## Биография
Косма родился в городе Верхотурье Верхотурского уезда Тобольского разряда, подчинённого Сибирскому приказу, ныне город — административный центр Верхотурского городского округа Свердловской области. Отец, переселенец из Великого Устюга, проживал в заречной части города Верхотурья и занимался торговлей. Мать была дочерью священника. О семье Космы рассказал его родственник Фёдор Павлович Немтинов (умер в 1882 году в Верхотурье в возрасте 90 лет). Эти сведения документально не подтверждаются: род Немтиновых в Верхотурье прослеживается только 1720-х годов. В переписных книгах жителей Верхотурья XVII в. упоминается некий Кузка или Коземка Иванов сын: «Двор а в нем живет посадцкой человек Ивашко Абакумов. Детей у него Коземка четырнадцати лет, Данилко одиннадцати лет, Олешка семи лет, Ивашко шти лет» (Перепись населения Верхотурского уезда 1666 года (ТГИАМЗ. ТМ-12692. Л. 74 об.)). Поскольку в переписи населения Великого Устюга 1630 года встречается имя «Ивашки Аввакумова», можно предположить, что речь идет об одном и том же человеке — отце Кузки, что подтверждает предание об устюжском происхождении святого. В верхотурской крестоприводной книге 1682 года фиксируется фамилия этой семьи — Сапожниковы (РГАДА. Ф. 214 (Сибирский приказ). Оп. 1. Д. 487. Л. 285). Последний раз имя Кузки встречается в переписи 1679 года, что также согласуется с известием о преставлении Космы в это время (Там же. Д. 746. Л. 21 об., 48).
С детства страдал болезнью ног, ходил на костылях. В раннем возрасте начал юродствовать, уходил по ночам из дома для молитв, не пропускал церковные службы в Троицком соборе. Его современником был блаженный Иоанн Верхотурский.
Косма скончался 8 (18) декабря 1679 года в городе Верхотурье, об этом сохранилась запись в синодике-помяннике протоиерея Иоанна Михайлова «Козмы оуродиваго преставися во 7188 году декабря въ день 8» (Государственный архив в г. Тобольске. Ф. рукоп. книг. Оп. 1. Д. 82, лист 70). В некоторых источниках встречается 1680 год, но это ошибка при переводе дат. Косма был погребён в ограде Троицкого собора.
Предание относит смерть Космы к более позднему времени и приписывает ему участие в перенесении 12 (23) сентября 1704 года мощей Симеона Верхотурского из села Меркушино в Верхотурский Николаевский монастырь и сообщает о следующем чуде:

Блаженный Косма, изнемогший от ходьбы, поскольку страдал от болезни ног, взмолился Святому: «Брате Симеоне, давай отдохнём»! И покуда увечный отдыхал, раку с мощами никто не мог сдвинуть с места.

На месте трёх остановок при перенесении мощей Симеона Верхотурского были построены часовни.

## Память
В XVIII веке на надгробном памятнике поместили кружку для денежных пожертвований. В 1825 году над надгробным памятником установили сень. В  1845—1848 годах одной благочестивой верхотурской вдовой над местом погребения Космы сооружена часовня в честь святых бессребреников и чудотворцев Космы и Дамиана; ей во сне явился человек среднего роста, лет двадцати пяти — тридцати, с приятным лицом, в одной рубашке и босой, называл себя Косьмой и просил её накрыть могилу от скотины, которая попирает её.
4 (16) мая 1882 года была заложена и 28 августа (9 сентября)  1883 года протоиереем Александром Удинцевым была освящена в честь святых бессребреников и чудотворцев Космы и Дамиана новая часовня, построенная на месте пришедшей в ветхость первоначальной. Могила Космы находилась посредине часовни, под полом. Над ней был устроен деревянный рундук в форме гроба, прикрепленный к полу на шарнирах. Во время служения литий крышка его откидывалась, так что каждый из присутствовавших мог видеть находившийся на могиле камень. Около рундука был сделан спуск вниз: богомольцы могли спуститься по лестнице к самой могиле и взять с неё земли, «как это с издревле заведено среди посещающих могилу Космы».
Из-за малой вместительности часовни, в связи с резким увеличением паломников в начале XX века, В 1902 году было решено вновь перестроить часовню над могилой Космы Верхотурского. В 1903 году Иоанн Кронштадтский пожертвовал 100 рублей на устройство каменной церкви над могилой блаженного. В 1912 году, на месте уже пришедшей в ветхость деревянной часовни, был заложен каменный однопрестольный храм в честь святых бессребренников Космы и Дамиана. Вблизи того места, где был похоронен Косма, вскоре забил родник, который в народе называли «Слёзы Космы юродивого».
В 1920 году, когда были вскрыты мощи Симеона Верхотурского, монахини Свято-Покровского женского монастыря, по благословению игуменьи Таисии (Сычёвой), тайно выкопали останки блаженного Космы и похоронили их возле алтаря верхотурской кладбищенской церкви.

## Канонизация
Косма Верхотурский канонизирован в 1984 году как местночтимый святой в составе Собора Сибирских святых.
8 февраля 1993 года были обретены мощи блаженного Космы и помещены в особой раке в Преображенском храме Николаевского мужского монастыря в Верхотурье.
28 апреля 1995 года  по благословению епископа Екатеринбургского и Верхотурского Никона мощи блаженного Космы Верхотурского перенесены в домовую церковь Покровского женского монастыря в Верхотурье. 15 октября 1996 года перенесены в Покровскую церковь того же монастыря. В 2006 году были изготовлены новая рака и сень над ней.
26 мая 2003 года в деревне Костылева на месте одной из часовен, построенных после перенесения мощей Симеона Верхотурского и разрушенных при Советской власти, освящён храм в часть Космы Верхотурского, а в 2006 году в той же деревне построен мужской монастырь Свято-Косьминская пустынь, братия в нём живёт по строгому афонскому уставу.